# Amphetamine Reptile Records
Amphetamine Reptile Records (connu aussi sous l'abréviation AmRep) est une maison de disques fondée dans l'État de Washington en 1986 par Tom Hazelmyer qui était alors marine dans l'armée américaine. 

## Histoire
Au départ, le label n'avait été créé que pour réaliser des enregistrements du groupe d'Hazelmyer, Halo of Flies mais le catalogue du label s'étendit rapidement avec la signature de groupes tels que Helmet, Melvins ou Chokebore.
Hazelmyer décida alors de déménager son label à Minneapolis. Il devint l'un des labels références dans le milieu musical underground américain.
Aujourd'hui, l'activité du label est très réduite, ne signant plus de nouveaux groupes, elle se résume à diffuser, notamment par internet, des enregistrements rares de ses groupes phares. À noter que les Melvins utilisent toujours Amphetamine Reptile Records pour sortir des 45 tours collectors.

### Liste non exhaustive d'artistes ayant collaboré avec Amphetamine Reptile Records
- Bailter Space
- Boredoms
- Boss Hog
- Brainiac
- Chokebore
- Cosmic Psychos
- The Cows
- Helios Creed
- Dwarves
- Halo of Flies
- Hammerhead
- Helmet
- Jawbox
- The Jesus Lizard
- Killdozer
- Melvins
- Mudhoney
- Nashville Pussy
- Negative Approach
- Steel Pole Bath Tub
- Superchunk
- Tad
- Tar
- Thee Headcoats
- Thee Mighty Caesars
- The U-Men
- Unsane

## Source
- (en) Cet article est partiellement ou en totalité issu de l’article de Wikipédia en anglais intitulé « Amphetamine Reptile Records » (voir la liste des auteurs).